# 安息香酸アンモニウム
安息香酸アンモニウム（あんそくこうさんアンモニウム、Ammonium benzoate）は、安息香酸のアンモニウム塩である。無色の薄片状結晶で、無臭であるか、わずかな安息香酸臭を示す。空気中に放置するとゆっくりと分解してアンモニアを遊離する。